# Trânsito

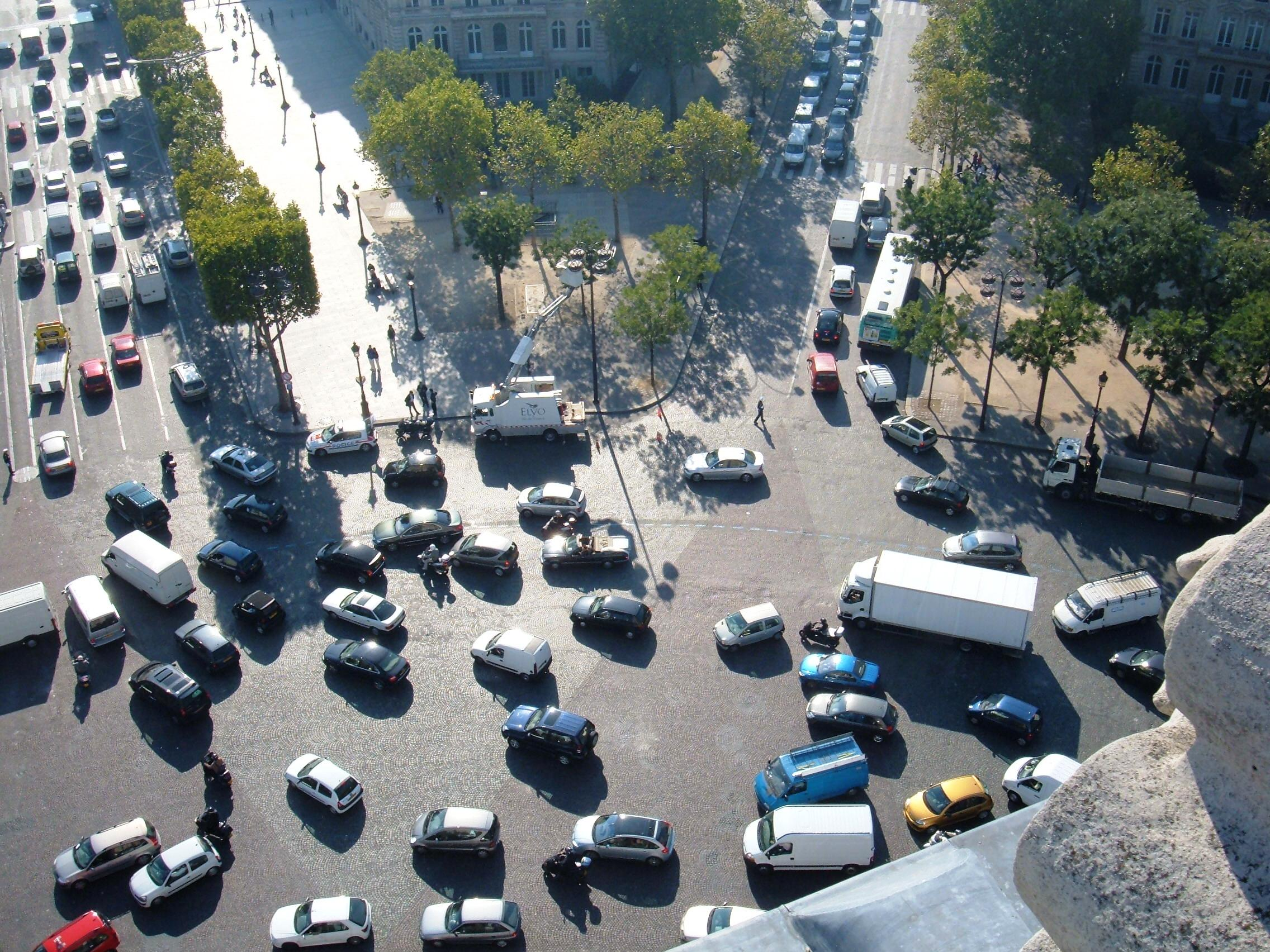
Trânsito visto do alto do Arco do Triunfo, em Paris.

Trânsito é a utilização das vias por veículos motorizados, veículos não motorizados, pedestres e animais de tração, para fins de circulação, parada passageira ou estacionamento.
Leis de trânsito são as leis que regem o tráfego e regulamentam os veículos, enquanto que leis da estrada são tanto as leis quanto as regras informais que se desenvolveram ao longo do tempo para facilitar e ordenar o fluxo do trânsito.

## Organização
O trânsito prima, geralmente, pela organização, fluindo em faixas de tráfego numa direção particular, com cruzamentos e sinais de trânsito. O trânsito pode ser separado em classes: motorizado ou não motorizado (bicicletas, carroças e pedestre). Classes diferentes podem compartilhar limites de velocidade e direitos, ou podem ser segregadas. Alguns países têm leis de trânsito muito detalhadas e complexas, enquanto outros confiam no bom senso dos motoristas e na boa vontade deles em cooperar, evidenciando o bom desenvolvimento da educação para o trânsito. 
Tipicamente, a desorganização aumenta o tempo de viagem e acidentes: por conseguinte, aumenta os congestionamentos e conflitos entre motoristas.
Em vias particularmente movimentadas, uma desordem secundária pode persistir num fenômeno conhecido como "ondas de tráfego". Um colapso total da organização pode resultar num engarrafamentos de trânsito.
Simulações do tráfego organizado frequentemente envolvem a teoria das filas, processos estocásticos e equações de física matemática aplicados ao fluxo de tráfego.
Regras da estrada são as práticas e procedimentos gerais que os utilizadores das estradas seguem, especialmente motoristas e ciclistas. Elas governam as interações entre veículos distintos e pedestres.
Estas regras devem ser distinguidas dos procedimentos mecânicos exigidos para a operação de um veículo. Veja direção.
As regras básicas de trânsito são definidas por um tratado internacional sob a autoridade das Nações Unidas, a Convenção de Viena sobre Tráfego Rodoviário, de 1988. Nem todos os países são signatários da convenção de Viena e, mesmo entre os signatários, podem ser encontradas pequenas variações locais na prática e outros fins.
O Brasil se tornou signatário da Convenção de Viena em 10 de dezembro de 1990 pelo Decreto n.º 85 117, havendo no texto da promulgação apenas algumas pequenas ressalvas.

### Código da estrada

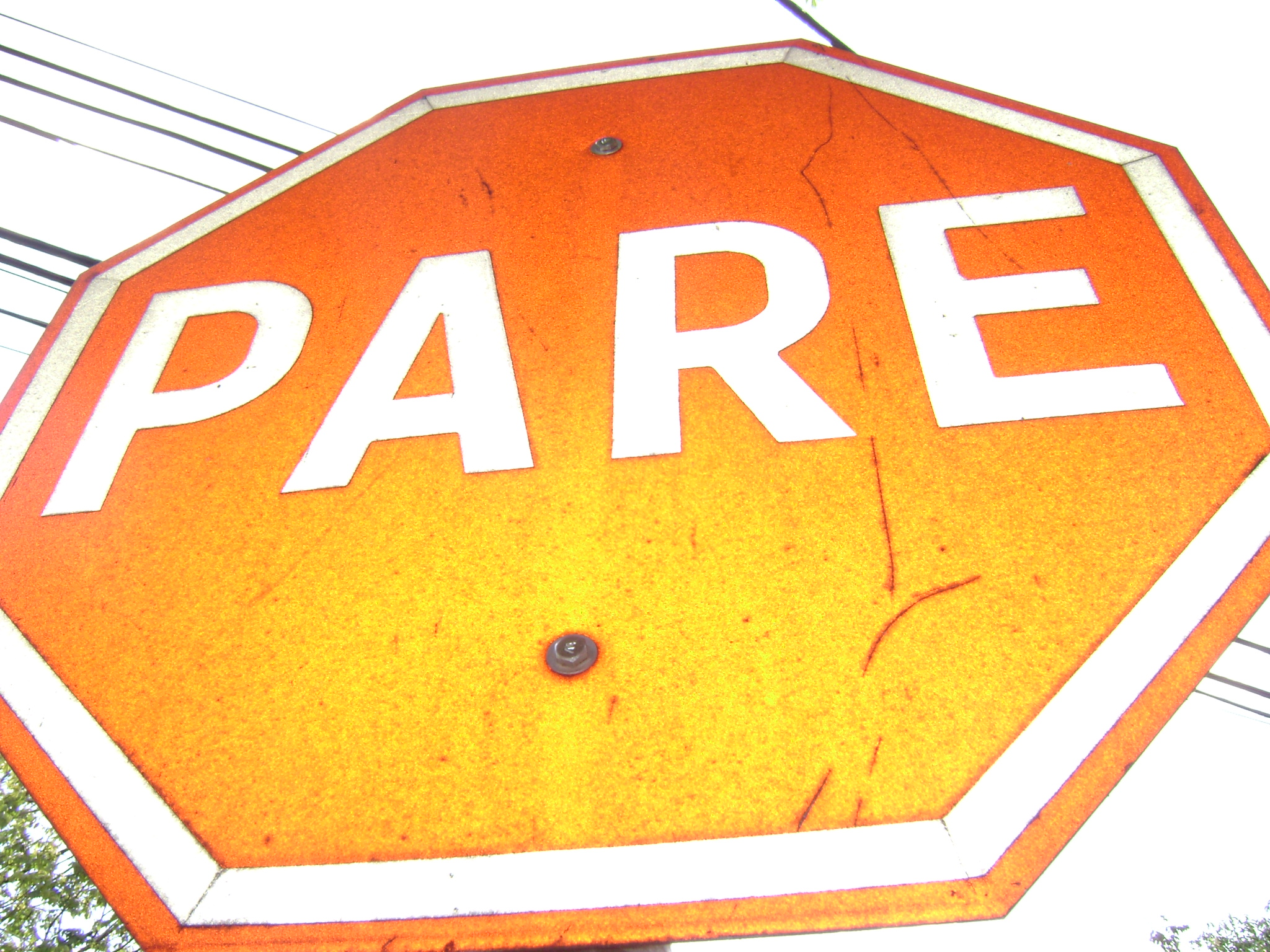
Placa utilizada para normalizar o trânsito.

Em muitos países, as regras da estrada são codificadas, discriminando os requisitos legais e as punições para quem quebrá-las.
- No Brasil, as regras de trânsito são normatizadas por uma lei federal, o CTB - Código de Trânsito Brasileiro, Lei nº 9 503, de 23 de Setembro de 1997.
- Em Portugal, as regras de trânsito estão definidas pelo Código da Estrada, Decreto-Lei nº 44/2005 de 23 de Fevereiro
- No Reino Unido, as regras são discriminadas no Highway Code, incluindo algumas obrigações, mas também uma série de outros conselhos sobre como dirigir sensatamente e com segurança. Para este segundo conjunto de recomendações, ele enuncia: embora a falha em adequar-se às outras regras do Código não se constitua, por si mesma, em motivo para que uma pessoa seja processada, o Código da Estrada pode ser usado como evidência nos procedimentos judiciais de qualquer corte sobre Leis de Tráfego, para estabelecer responsabilidades. Muitas de suas ex-colônias ainda mantém este aviso.
- Nos Estados Unidos, as leis de tráfego são regulamentadas pelos estados e municipalidades através de seus respectivos códigos de trânsito. O Departamento de Transportes do governo federal tem algum controle sobre sinalização de vias e segurança veicular, e controle limitado sobre o sistema de rodovias interestaduais (o qual é realmente construído e mantido pelos estados). Todavia, todas as leis estaduais de trânsito e veículos têm elementos comuns. Estas incluem o requisito do seguro veicular obrigatório, regras de direito de passagem, a regra básica de velocidade (vá tão rápido quanto seja seguro nas circunstâncias, até o limite máximo de velocidade autorizado) e a exigência de parar após um acidente. A variação mais comum entre estados está no limite de velocidade máximo; por exemplo, estados rurais como Montana têm limites de velocidade tão altos quanto 75 milhas por hora (120 quilômetros por hora), enquanto o Oregon tem um limite máximo de velocidade de 65 milhas por hora (105 quilômetros por hora) e, no Havaí, este limite é de 60 milhas por hora (100 quilômetros por hora).

### Limites de velocidade

Sinal para pedestres

Os limites de velocidades dependem de vários aspectos com respeito as condições das estradas e os principais são, 
- a visibilidade,
- a aderência (piso asfáltico) e
- compensação de inclinação nas curvas e são estabelecidos por especialistas em engenharia rodoviária que dependem da ancoragem do manto asfáltico para veículos anormalmente pesados, aos quais é comum reservarem um sub-limite como margem de segurança.

Quanto mais alta for a velocidade ou o peso de um veículo, mais comprometedora torna-se a frenagem. Em consequência, muitos países do mundo limitam a velocidade máxima permitida para evitar as colisões ou erosão (deslizamento da pista). 
Para que os limites de velocidade sejam respeitados, nos Estados Unidos, é comum que a polícia patrulhe as ruas e use equipamentos especiais como o radar móvel, para medir a velocidade dos veículos. No Brasil e em alguns países europeus, existem dispositivos computadorizados que detectam automaticamente a velocidade dos veículos e batem uma fotografia da placa de identificação para posterior notificação.
Outro mecanismo interessante desenvolvido na Alemanha é a Grüne Welle, ou onda verde, que é um indicador que mostra a velocidade ideal para viajar encontrando apenas semáforos em verde. Isto encoraja os motoristas a viajar na velocidade sugerida. De Córdoba a Villa Carlos Paz, na Argentina, foi instalado o sistema de onda verde com sugestão de velocidade.
Assim como o lado da via, as regras de prioridade também diferem entre os países.

### Prioridade

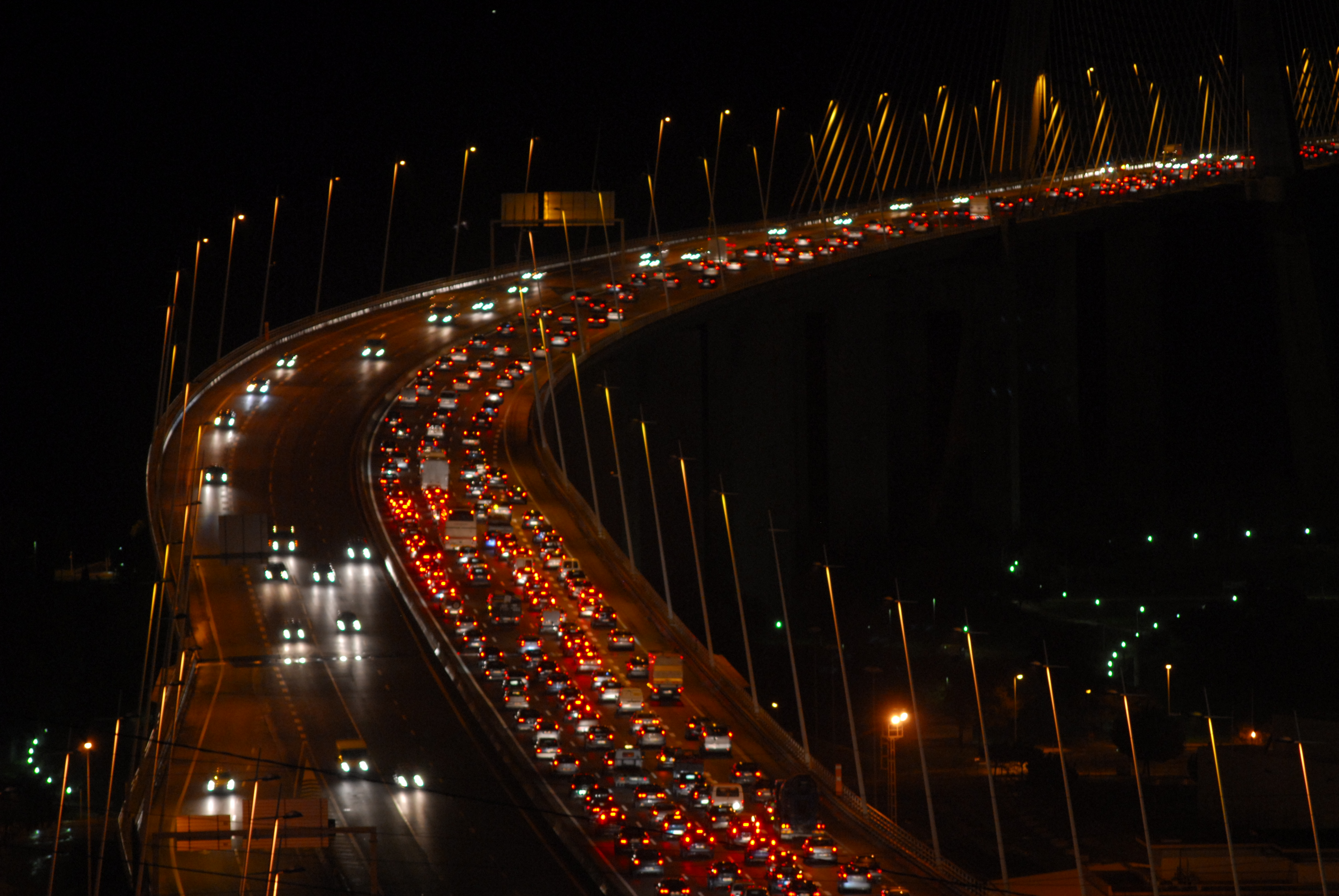
Trânsito pela direita em Portugal (Ponte Vasco da Gama, em Lisboa, à hora de ponte vespertina): luzes vermelhas nas faixas efluentes, brancas nas afluentes.

Na maioria das cidades modernas, o semáforo constitui o principal sinalização do trânsito. Com a opção de regulagem do tempo de preferência, cada via pode ser ajustada para levar em conta fatores tais como diferenças no volume de tráfego, fato esse que, em si, já definiria a prioridade. Entretanto, existem exceções: em outros locais que não possuem esses recursos, são as trajetórias dos veículos que irão coincidir em deslocamentos que regularão a prioridade de um veículo sobre o outro.
Embora nas grandes cidades a prioridade seja sempre indicada pelos sinais de trânsito ou marcas rodoviárias, e cada cruzamento siga o conceito de via principal e via secundária (exceto aqueles controlados por semáforos), como é no Reino Unido e também na Europa continental e todo o resto do mundo, em muitos locais, na ausência de semáforos ou marcas viárias, a prioridade padrão é dar passagem para quem cruza pela direita. É a chamada priorité-à-droite francesa. 
De modo geral, já existe uma regra que estabelece o direito de passagem ao veículo que se encontra à direita e o condutor que procede da esquerda deverá, por regra geral, ceder a passagem. Embora alguns lugares estabeleçam o contrário, essa regra é universal e consta no Regulamento Internacional para Evitar Abalroamentos no Mar. 
Na França, até os anos 1980, a regra da priorité à droite (dar passagem pela direita) foi empregada na maioria das rotundas, na qual o tráfego dentro do girador dava passagem ao tráfego entrando no girador. Contudo, a regra geral atualmente aplicada é que quem está no girador tem a preferencial.

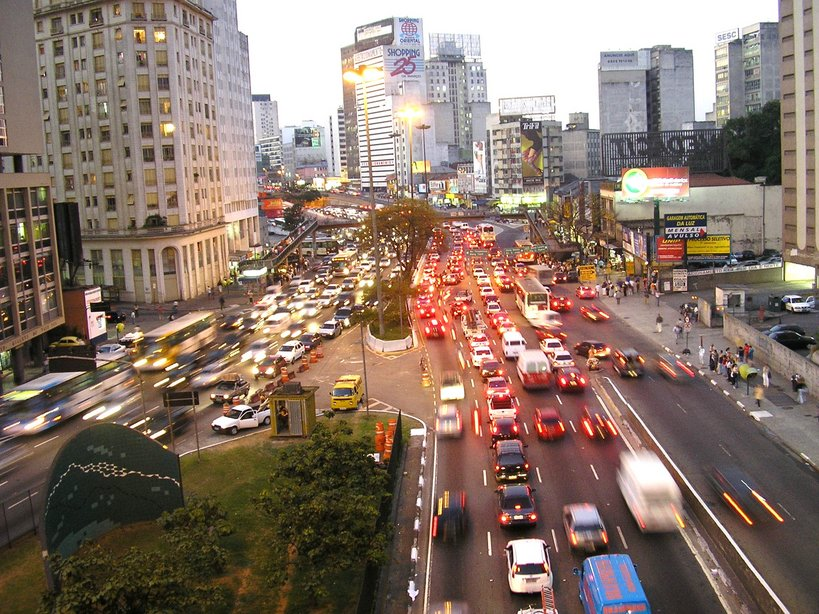
Avenida Prestes Maia, em São Paulo, Brasil, perto da hora do rush, já mostrando uma considerável densidade de tráfego.

A maioria dos giradores franceses têm, agora, sinais que dão a preferência ao tráfego dentro do girador, mas ainda restam algumas exceções notáveis que operam na regra antiga, tais como a Place de l'Étoile ao redor do Arco do Triunfo. O trânsito neste girador em particular é tão caótico que as companhias de seguro francesas julgam qualquer acidente ocorrido no girador como de mútua responsabilidade. A regra padrão de dar passagem pela direita usada na Europa Continental causa problemas para muitos motoristas britânicos e irlandeses que estão acostumados a tomar a direita da via, a menos que lhes seja dito especificamente para dar passagem.
Um padrão comum que define a "prioridade" é que as vias, geralmente a de menor tamanho, tenha uma marcação indicando que ela "cede a vez" para motoristas da outra via. Isto pode ser feito sob a forma de um sinal de "pare", linhas tracejadas pintadas no pavimento ou outros dispositivos. Motoristas que se aproximam vindos da estrada com o sinal de parada ou dispositivo equivalente, precisam parar antes da interseção e somente prosseguir quando ocorre uma interrupção no tráfego da outra via. Alguns países também incluem uma travessia de pedestres próximo ao sinal de parada e, neste caso, os motoristas que se aproximam devem também permitir que os peões cruzem a via antes de avançar. A este respeito, é prática comum em muitos países que os motoristas parem imediatamente quando um pedestre começa a atravessar a via na "faixa de pedestre".

### Ultrapassagem

Um carro cinza é ultrapassado por um carro roxo

Ultrapassagem se refere à manobra de passar à frente de um veículo que se desloca na mesma direção, na mesma faixa de tráfego e em menor velocidade. Em vias de duas ou mais pistas, quando há linha divisória simples seccionada ou dupla seccionada à esquerda daquele que ultrapassa, o motorista pode ultrapassar quando for seguro. Em vias de múltiplas pistas de rolamento, na maioria das jurisdições, a passagem (não ultrapassagem) é permitida nas faixas mais 'lentas' (ver faixas abaixo).
No Brasil, existe um código informal utilizado pelos caminhoneiros, o qual regulamenta uma ultrapassagem segura através do piscar das setas. O acionamento do pisca para a esquerda sinaliza ao veículo que vem à retaguarda que a ultrapassagem não pode ser feita. Já o pisca para a direita indica, aos veículos que vem à retaguarda, que a ultrapassagem pode ser efetuada com segurança. Os motoristas contam também com trocas de sinais dos faróis para indicar algum perigo mais adiante como uma colisão ou outra situação que envolva algum perigo.

### Faixas ou vias de trânsito

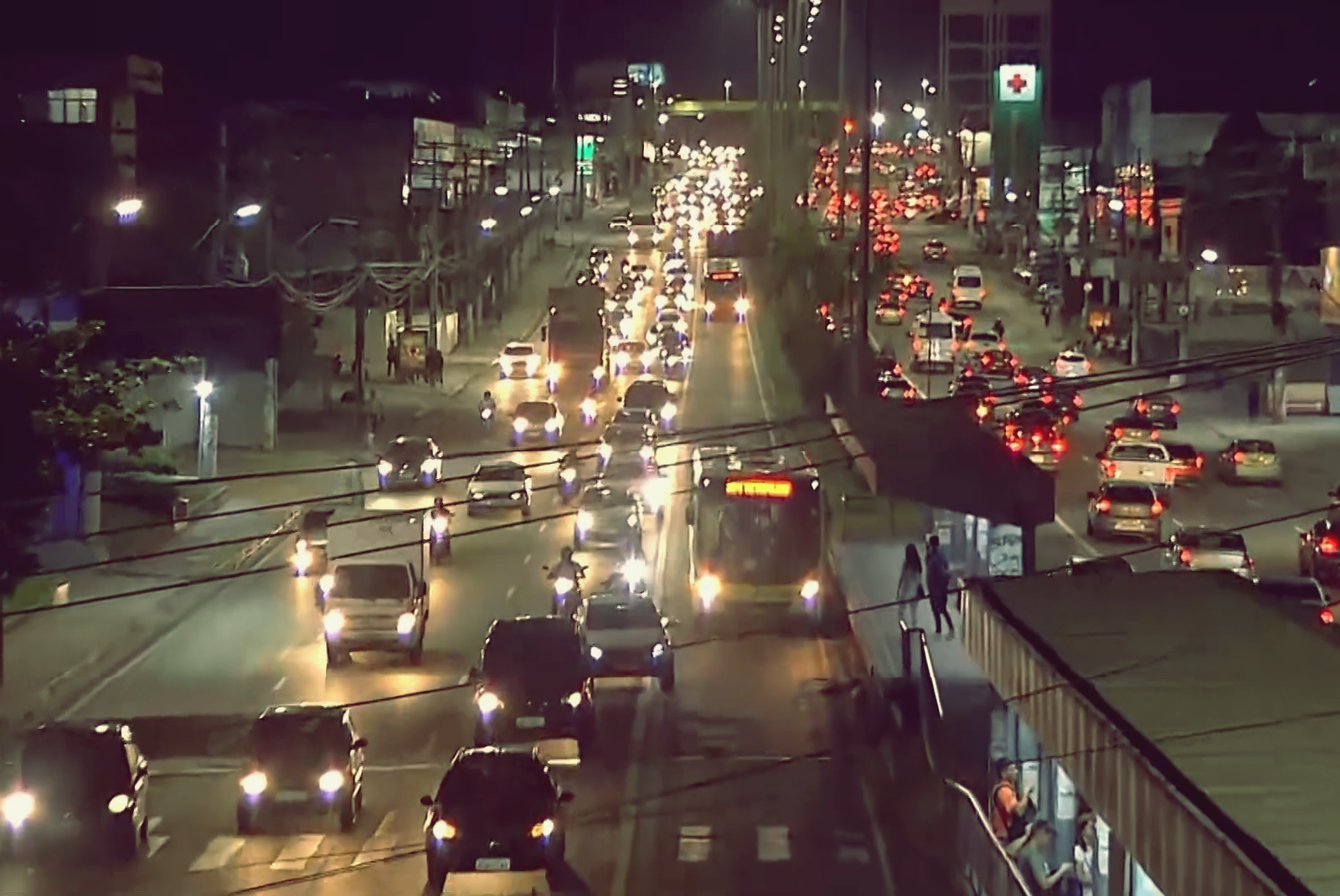
Avenida Torquato Tapajós, em Manaus, com oito faixas e tráfego pesado.

Quando uma rua é larga suficiente para acomodar vários veículos deslocando-se lado a lado, teoricamente é costumeiro que o trânsito seja organizado em faixas, isto é, corredores de tráfego paralelos cada um com sua velocidade. No entanto, na prática, essa teoria não funciona por vários motivos e situações diferentes. 
Algumas vias possuem uma faixa para cada direção de deslocamento e outras possuem múltiplas faixas para cada direção, com marcas na pavimentação para indicar claramente os limites de cada faixa e a direção do deslocamento a ser utilizado. Em outros países, as faixas não têm nenhuma marcação e os motoristas as seguem mais por instinto do que por estímulo visual.
Em vias que possuem múltiplas faixas seguindo na mesma direção, os motoristas podem geralmente mudar de faixas da forma como lhes aprouver, mas devem fazê-lo de modo a não causar inconveniências aos outros motoristas, e respeitar a preferencial. O princípio básico aplicado é que quem vai mudar de faixa deve observar se outro veículo não está em processo de ultrapassagem, visto que quem faz conversões, ou mudança de faixa, não tem prioridade sobre o quem transita em linha reta.
Em Portugal, a expressão faixa de rodagem, corresponde ao todo, isto é, à porção da via de comunicação destinada à circulação de veículos (parte da via pública especialmente destinada ao trânsito de veículos), enquanto que o termo via de trânsito corresponde às subdivisões que a faixa de rodagem pode ter (zona longitudinal da faixa de rodagem destinada à circulação de uma única fila de veículos), apesar de incorretamente se designar muitas vezes na linguagem corrente as subdivisões de uma faixa de rodagem por faixas de rodagem, ou seja, atribuindo, à parte, a designação do todo. 

#### Designação e ultrapassagem
A identificação habitual para as divisões das autoestradas divididas em faixas, é que a mais lenta seja aquela mais próxima à margem da via, e por conseguinte a mais veloz seja, sucessivamente, a faixa imediatamente vizinha.
Ao dirigir pela esquerda (mão inglesa):
- A faixa destinada ao tráfego mais rápido fica à direita
- A faixa destinada ao tráfego mais lento fica à esquerda
- A maioria das saídas das autoestradas fica à esquerda
- A ultrapassagem é permitida à direita, e a passagem, algumas vezes, à esquerda.

Ao dirigir pela direita:
- A faixa destinada ao tráfego mais lenta fica à direita
- A faixa destinada ao tráfego mais rápida fica à esquerda
- A maioria das saídas das autoestradas fica à direita.
- A ultrapassagem é permitida à esquerda, e a passagem, sem mudança de faixa, poderá ser permitida à direita desde que em velocidade incompatíveis.

Nos Estados Unidos, a faixa interior representa a faixa mais rápida, mas, no Reino Unido, significa a faixa mais lenta.
Geralmente, se espera que os motoristas se mantenham na faixa mais lenta, exceto quando ultrapassando; todavia, quando o tráfego se torna mais intenso, todas as faixas são utilizadas. Muitas áreas nos Estados Unidos não têm quaisquer leis sobre permanecer nas faixas mais lentas exceto quando em ultrapassagem. Nestas áreas, diferentemente de muitas partes na Europa, é permitido ao tráfego ultrapassar por qualquer lado, mesmo numa faixa lenta. Esta prática é conhecida nos Estados Unidos como passar pela direita, onde é comum, e ultrapassar por dentro e undertaking (infrapassagem) no Reino Unido.

### Vias expressas e vias de trânsito rápido

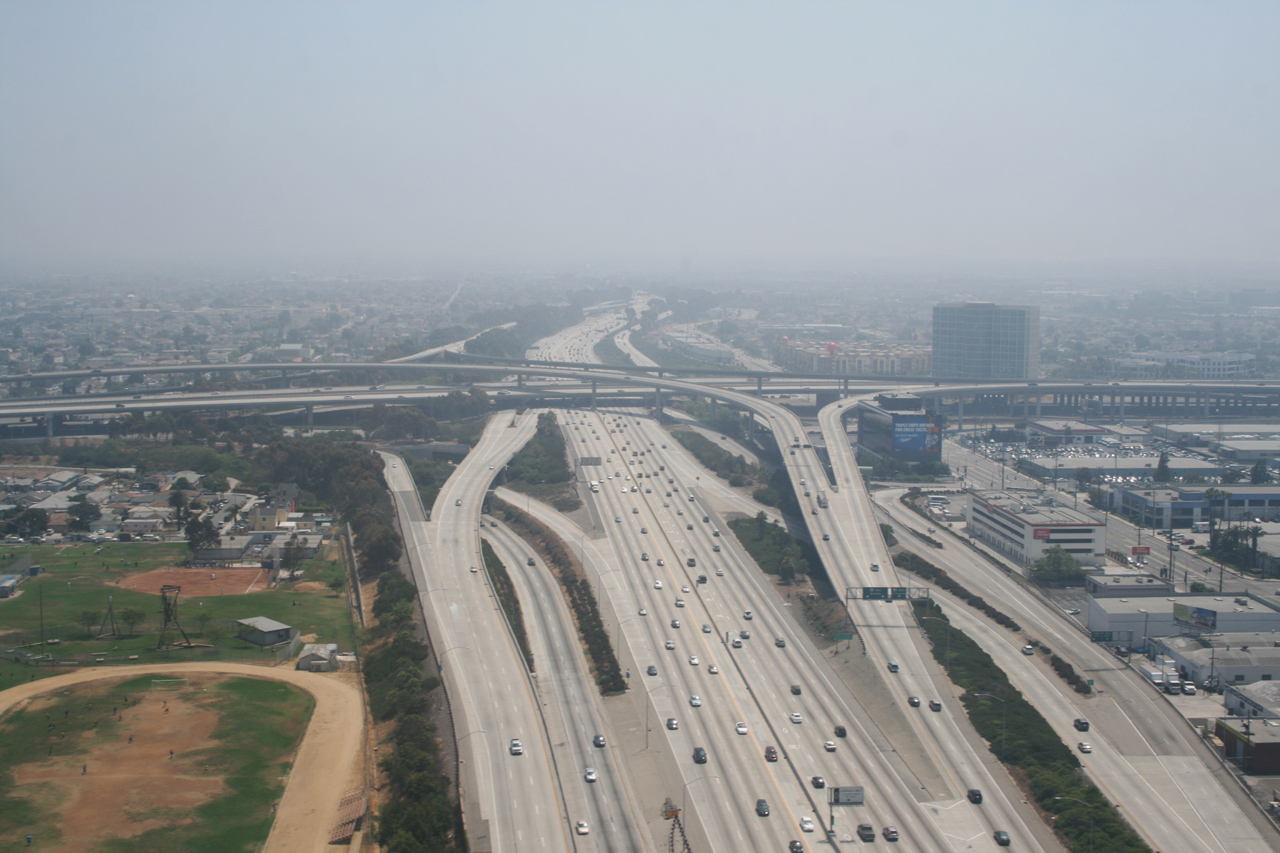
Via expressa em Los Angeles, nos Estados Unidos.

Em grandes metrópoles, mover-se de uma parte a outra da cidade através de ruas e avenidas comuns pode demandar tempo considerável, visto que a velocidade do tráfego é frequentemente reduzida por passagens de nível, áreas de manobra exíguas, pistas estreitas e falta de um limite de velocidade mínimo. Por isso, tem se tornado prática comum em grandes cidades a construção de vias expressas ou vias de trânsito rápido, as quais são vias com acesso limitado e que se estendem por grandes distâncias sem quaisquer entroncamentos.
As expressões "via expressa" e "via de trânsito rápido" têm significados variados em diferentes jurisdições; todavia, existem dois tipos diferentes de vias usadas para prover acesso de alta velocidade através de áreas urbanas:
- A via de trânsito rápido é uma estrada de rodagem divididas em múltiplas pistas com acesso totalmente controlado e sem interseções em nível (ou seja, sem pontos de parada). Algumas vias de trânsito rápido são denominadas vias expressas, superautoestradas ou estradas pedagiadas, dependendo do costume local. O acesso às vias de trânsito rápido é totalmente controlado; a entrada e a saída da via somente é permitida em alguns pontos específicos.
- A via expressa é geralmente uma grande avenida multipistas (como a Avenida Brasil, no Rio de Janeiro), com algumas passagens de nível (embora usualmente apenas nos locais onde há interseção com outras vias expressas ou arteriais).

### Manobras

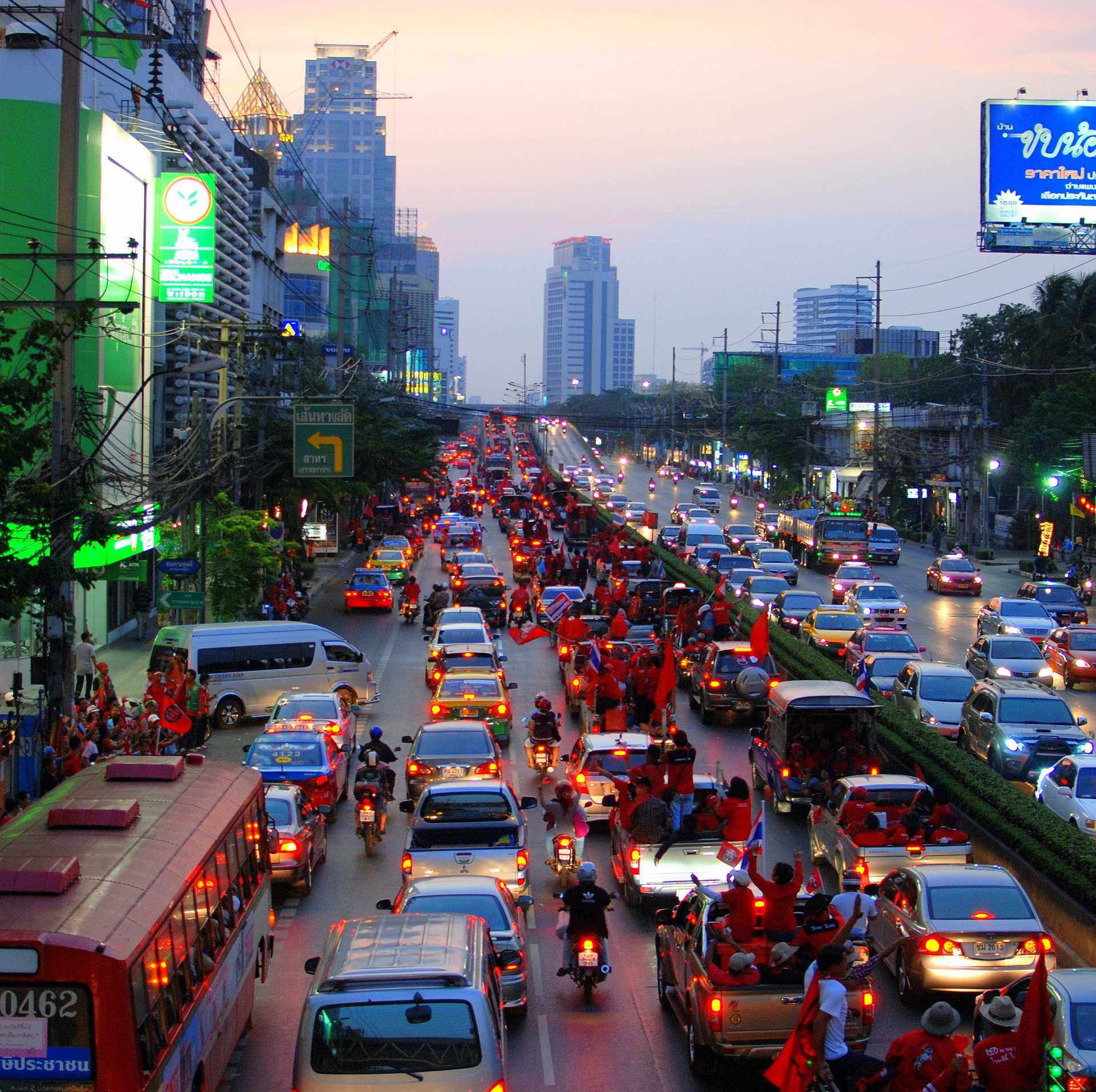
Congestionamento veicular causado por um protesto, em Bangkok.

Frequentemente, é necessário que um veículo deixe de trafegar numa linha reta e adentre uma outra via. As luzes indicadoras de direção são utilizadas com frequência como forma de indicar, aos demais motoristas, que o veículo irá mudar de direção; pisca-pisca somente à esquerda indica que a manobra irá ser executada para a esquerda, e pisca-pisca somente à direita indica que a manobra irá ser executada para a direita.
A mudança de curso geralmente significa que o veículo que pretende mudar de direção terá de reduzir a velocidade ou mesmo parar antes de efetuar a manobra, e isto pode trazer incômodos para veículos que venham atrás e que não desejem realizar idêntica manobra. É por este motivo que pistas dedicadas e sinais de trânsito específicos são por vezes utilizados no intuito de melhorar o fluxo de tráfego. Em interseções congestionadas, onde uma pista protegida seria ineficaz ou não poderia ser construída, virar a esquerda ou direita pode ser inteiramente proibido, e exige-se que os motoristas contornem o quarteirão para realizar a manobra desejada.
Em vias de múltiplas faixas, espera-se que os condutores que desejem mudar de direção movam-se para a faixa mais próxima da direção para a qual desejam manobrar. Por exemplo, o tráfego que pretenda virar à direita deverá mover-se para a faixa mais à direita antes do próximo cruzamento. Da mesma forma, o tráfego que pretenda seguir para a esquerda, deverá mover-se para a faixa mais à esquerda. Essa regra não deve ser observada em rodovias, onde deve haver deslocamento para o acostamento obrigatoriamente. Onde não houver acostamento, a manobra deve ser executada mais a frente, e isso ainda onde for permitido, pois em vias de faixas múltiplas essa manobra de conversão obrigatoriamente deve ser executada em viadutos ou locais apropriados.
Em certas partes do mundo, o tráfego irá se adaptar a padrões informais que surgem naturalmente, em vez de impostos pela força de lei; no Brasil, por exemplo, é comum que os motoristas observem (e confiem) nos sinais de mudança de direção feitos por outros motoristas antes de dobrar à esquerda ou à direita.
Em muitos locais do mundo, também apenas se pode andar na pista esquerda se não houver trânsito.

### Ruas de mão única
Em sistemas mais sofisticados, tais como os de grandes cidades, este conceito é levado mais além: algumas ruas são marcadas como de "mão única" e, nestas ruas, todo o tráfego deve fluir em somente uma direção. Um motorista que deseja chegar a um local que já tenha ultrapassado, deve usar outras ruas para poder retornar. O uso de ruas de mão única, a despeito dos inconvenientes que possa trazer para alguns indivíduos, pode melhorar consideravelmente o fluxo de tráfego, visto que geralmente permite que o tráfego se mova mais rápido e simplifique as interseções.

## Travessia de pedestres

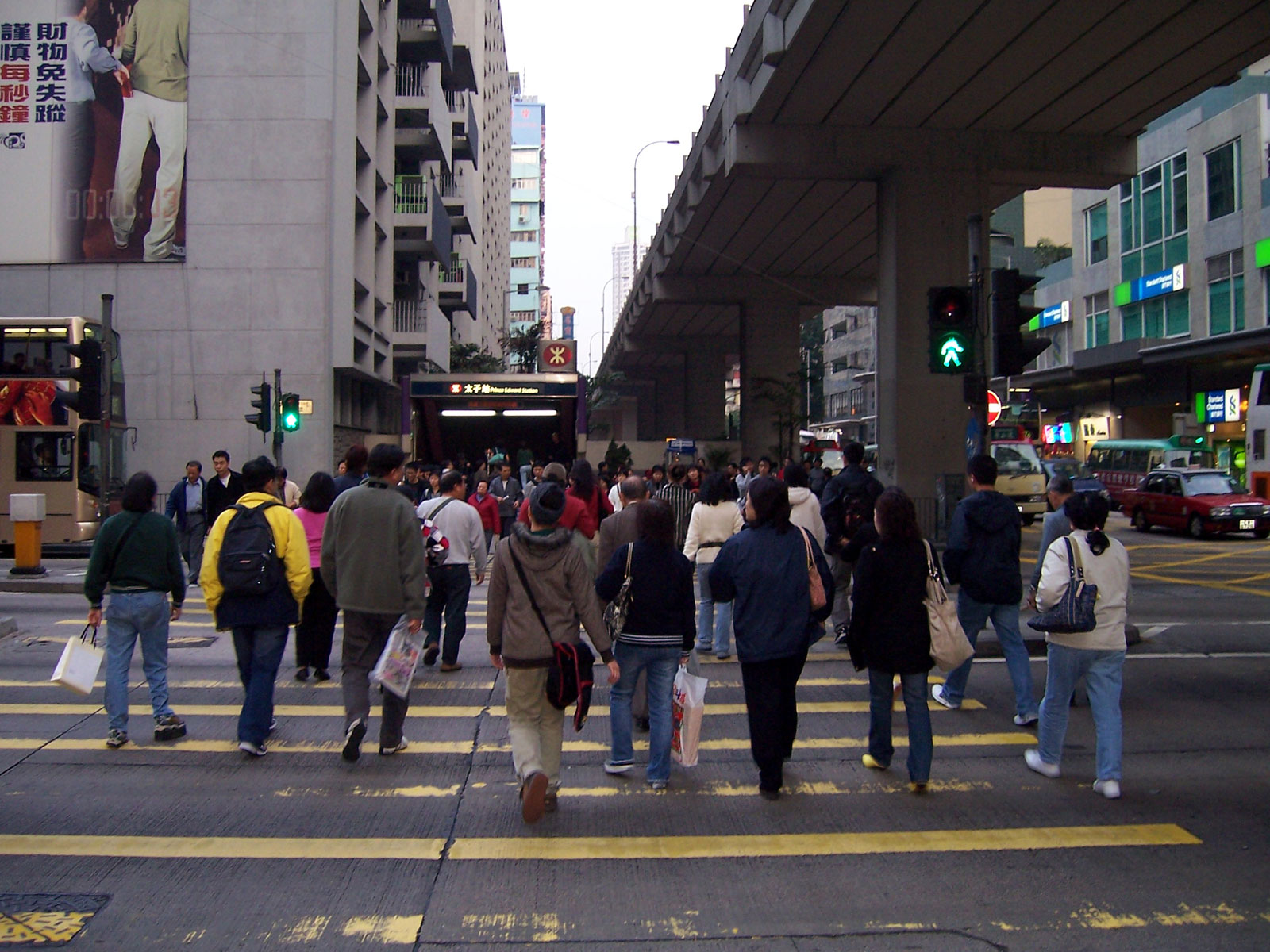
Travessia de pedestres com semáforo em Mong Kok, em Hong Kong.

O aspecto real das faixas de segurança varia consideravelmente, mas as duas aparências mais comuns são: (1) uma série de faixas brancas paralelas ou (2) duas longas linhas brancas horizontais. A primeira é geralmente a preferida, visto que sobressai mais conspicuamente contra o calçamento escuro.

Algumas faixas de segurança também são acompanhadas de um semáforo, o qual faz com que os veículos parem em intervalos regulares para que os pedestres possam passar. Alguns países utilizam sinais de pedestres "inteligentes", onde os pedestres devem apertar um botão para registrar sua intenção de atravessar a via. O sinal de trânsito utilizará a informação para se autoprogramar, ou seja, quando nenhum pedestre estiver presente, o sinal não irá parar o tráfego desnecessariamente.

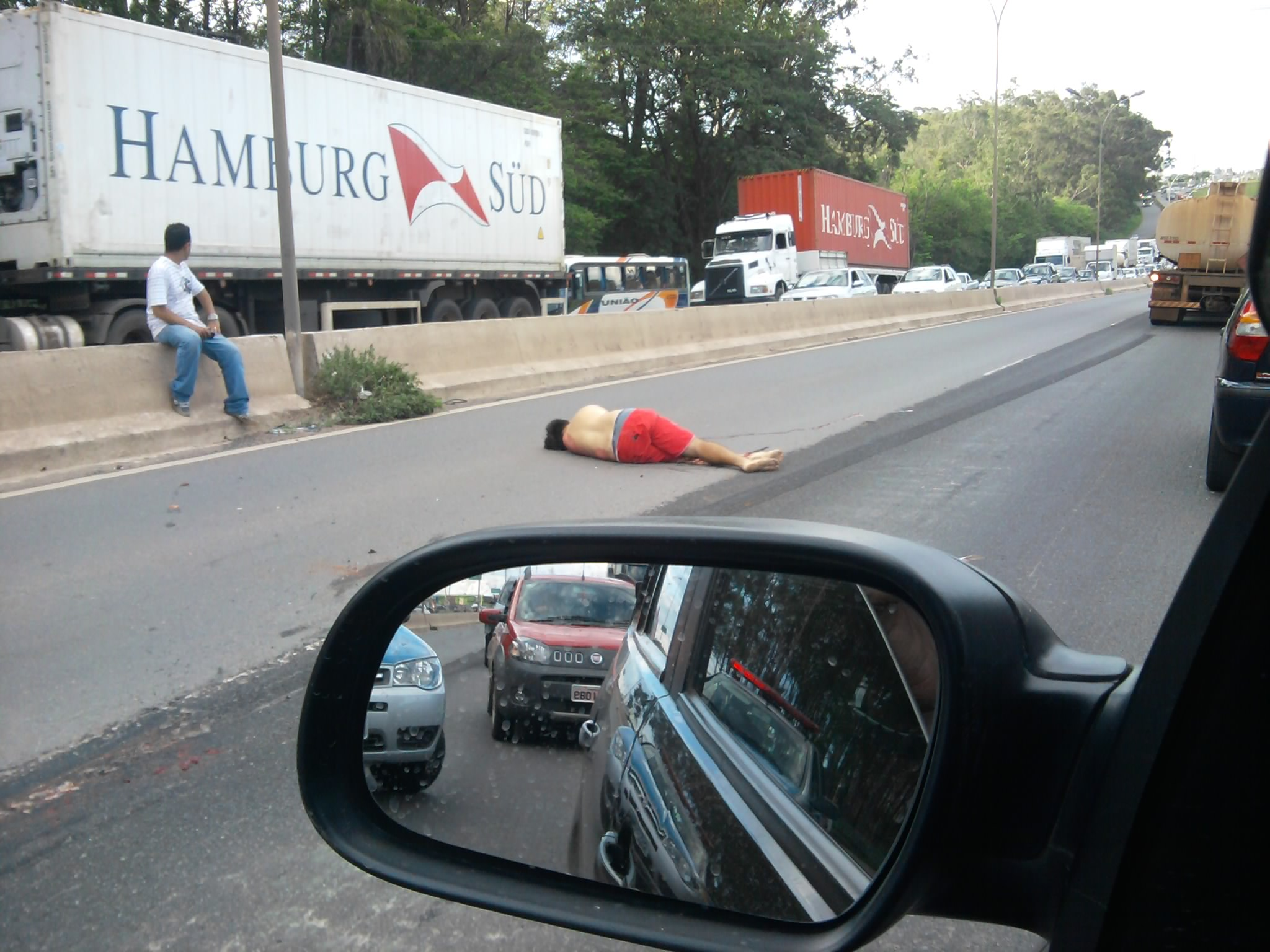
Acidente automobilístico envolvendo pedestre em Goiás. Em casos como esse, uma passarela de pedestres seria a solução para evitar acidentes.

Travessias de pedestres sem sinais de trânsito também são comuns. Neste caso, a lei de trânsito geralmente determina que o pedestre tem o direito de passagem ao atravessar, e que os veículos devem parar quando um pedestre atravessa a via na faixa própria. O quanto isto é respeitado varia muito de acordo com o país e a cultura de trânsito local.
Onde não houver faixa de pedestre, esses devem se deslocar para os cruzamentos, onde os veículos têm a obrigação de reduzir a velocidade e, ainda que não haja a faixa de pedestre, é o local mais apropriado para travessias de pedestre, que devem proceder deslocamentos em ângulos aproximadamente retos, perfazendo a menor distância de travessia.

## Trânsito não controlado
Também chamado de trânsito livre, ocorre na ausência ou insuficiência das marcas viárias e semáforos. Geralmente esse tipo de trânsito ainda hoje é encontrado em estradas mal pavimentadas ou em regiões sem estradas, como grandes áreas de estacionamento, postos de gasolina, nos desertos e estradas lamacentas, que tornam, impraticável, a padronização pretendida em código e adotada pelos técnicos de trânsito, a qual é dependente das facilidades do meio urbano. 
Nesse caso, se a estrada for larga, os motoristas tendem naturalmente a manter o veículo no lado apropriado ditado pela posição do volante, se a via é estreita só o fazem no momento da aproximação. Em áreas abertas, como nos desertos, podem, os motoristas, ultrapassarem uns aos outros livremente desde que sejam respeitados os critérios mínimos de preferência, que são os mesmos aplicados nas leis marítimas.
Em algumas situações (como na confluência de centros comerciais), a via determinada (preferencial) nos cruzamentos é a mais movimentada. Nesse caso, a via dominante flui normalmente até que ocorra uma interrupção desse fluxo, momento no qual automaticamente se inverte a dominância, e a outra via onde os veículos aguardavam em fila flui. No cruzamento de vias perpendiculares (que se cruzam), um engarrafamento de trânsito só ocorre se não for respeitada a preferencial prevista nas leis de trânsito (tanto marítimas como terrestres). 

## Preempção de trânsito

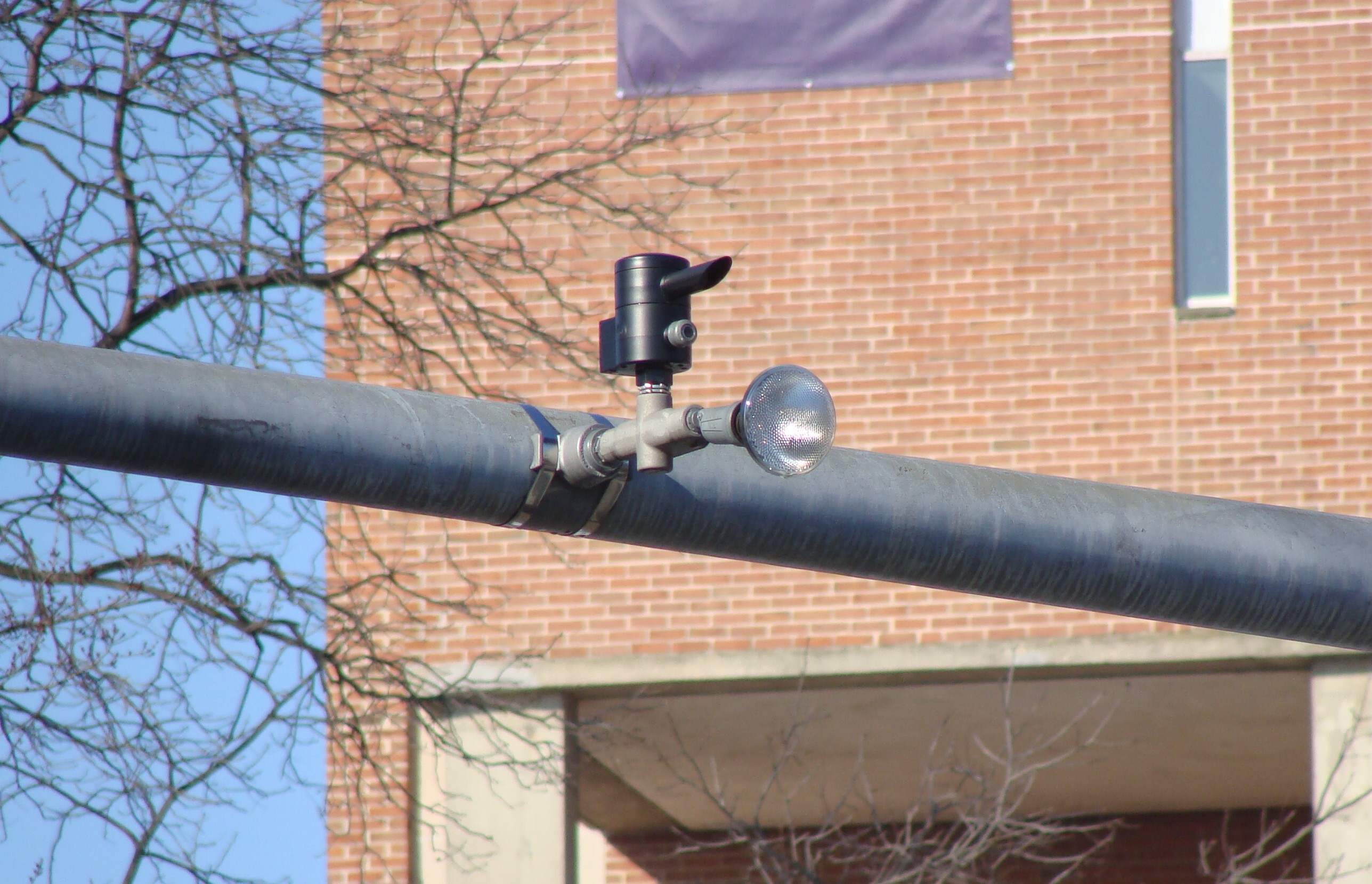
Equipamento Opticom garante uma passagem livre a veículos de emergência

Em alguns países desenvolvidos, é parte integrante das estradas equipamentos especiais que permitem que os veículos de resgate do serviços de emergência possuam uma faixa seletiva e, em alguns casos, a prioridade de circulação, alterando, para verde, todos os semáforos ao longo do caminho. A tecnologia por trás destes métodos evoluiu de painéis na sede do Corpo de Bombeiros (que permitiam ligar e controlar os sinais verdes em determinados corredores de circulação prioritários) para sistemas ópticos (que podem ser comandados diretamente dos equipamentos individuais de combate ao fogo)[carece de fontes?].

## Sistemas de transporte inteligentes

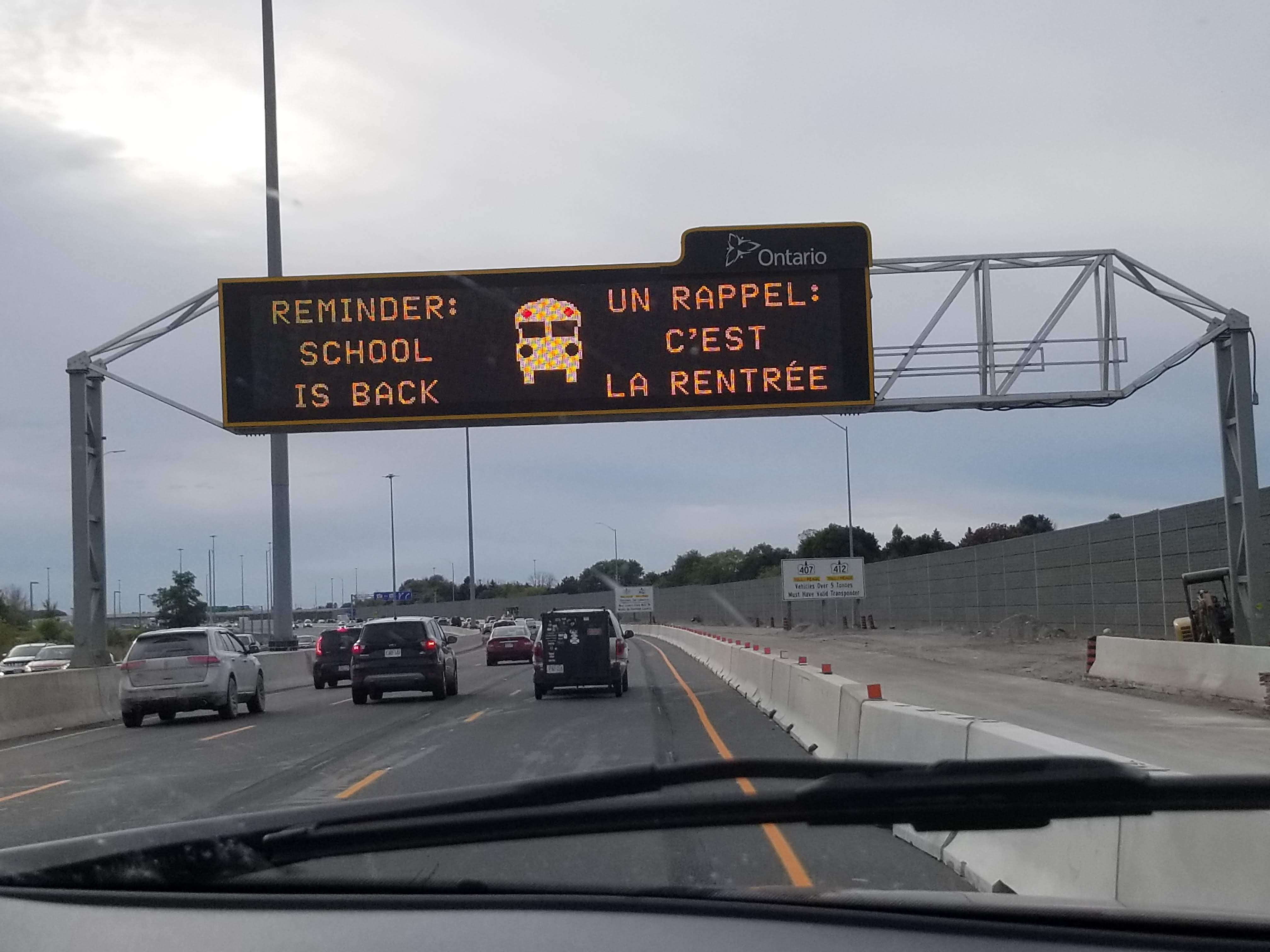
Painel de Mensagem Variável na Rodovia 401 em Whitby, Ontário, Canadá, em inglês e francês

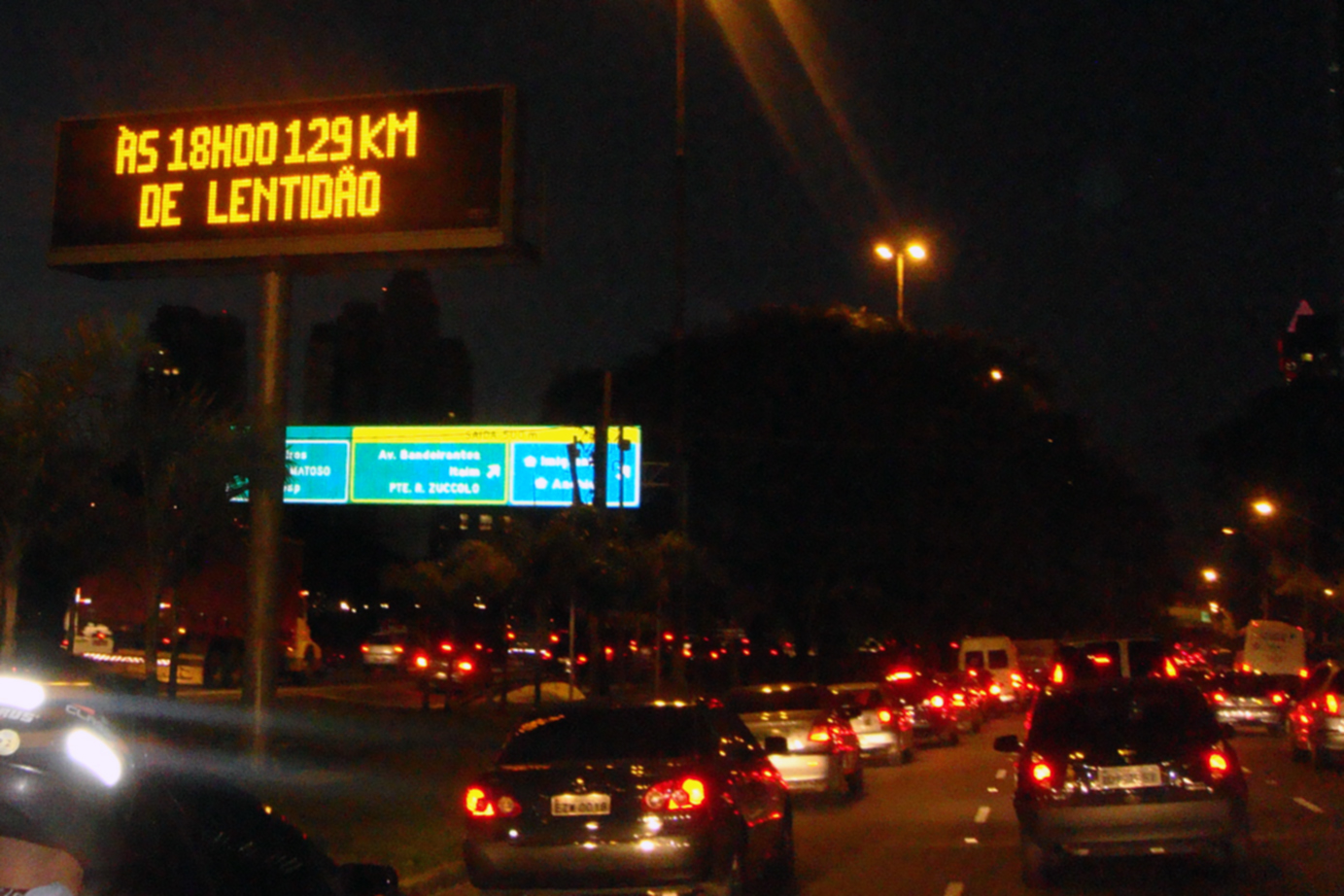
Painel eletrônico indica engarrafamento na Marginal Pinheiros, na cidade de São Paulo

Os Sistemas de Transporte Inteligentes (ITS, na sigla em inglês) constituem-se num conjunto de hardware, software e operadores que permitem um melhor monitoramento e controle de tráfego a fim de optimizar o fluxo de veículos. Como a quilometragem rodada pelos veículos continua a aumentar dramaticamente ano após ano, e a quilometragem de vias construídas não cresce no mesmo passo, isto tem levado ao incremento dos congestionamentos de trânsito. Como uma solução efetiva rumo à optimização do tráfego, o ITS apresenta uma série de tecnologias para reduzir os congestionamentos pelo monitoramento do fluxo de tráfego através do uso de sensores e câmeras remotas, e em consequência redirecionar o tráfego via VMS (Variable Message Boards ou quadros de mensagens variáveis), rádio HAR (Highway Advisory Radio) e outros sistemas. Em acréscimo, a rede de autoestradas (particularmente naquelas com pedágio) têm sido crescentemente equipadas com infraestrutura adicional de comunicações e controle para permitir que o pessoal de controle de tráfego monitore condições meteorológicas e tenha condições de enviar equipes de socorro antes que a situação na via se deteriore por conta das más condições do tempo. 
No Brasil, na década de 1960, a Rede Ferroviária Federal manteve, por alguns anos, um sistema ferroviário muito seguro de transporte de veículos na rota Rio de Janeiro-São Paulo. Tratava-se de vagões abertos que serviam de plataforma para o transporte de dois ou mais caminhões carregados. Uma só locomotiva era suficiente para puxar 100 vagões, o que permitia cobrir os 300 quilômetros sem desgaste físico do motorista e ajudante. Atualmente, o avanço dessas tecnologias já se sente nos trens de alta velocidade na França, onde a tendência é transformar os motorneiros numa espécie de "ascensoristas de elevador", tirando-lhes todos os comandos, como já acontece também com o sistema metropolitano de trens subterrâneos.